# Magaly Rodriguez Garcia
Maria Magaly Rodriguez Garcia (Ambato, 1973) is een Ecuadoraans historicus en docent aan de KU Leuven. Kernpunten in haar onderzoek zijn de geschiedenis van internationale organisaties, de geschiedenis van prostitutie en de globale arbeidsgeschiedenis.

## Biografie
Magaly Rodriguez Garcia werd geboren en bracht haar jeugd door in Ambato in de Andes in Ecuador. Op haar achttiende verjaardag vertrok ze naar de Verenigde Staten waarna ze anderhalf jaar later doorreisde naar een gastgezin in België. Ze kon in 1995 een opleiding starten aan een tolkenhogeschool maar schakelde wegens een te beperkte kennis van het Nederlands over naar geschiedenis. In 2001 behaalde ze een master geschiedenis aan de Vrije Universiteit Brussel en begon ze als wetenschappelijk medewerker bij Els Witte. Ze promoveerde in 2007 tot doctor met een proefschrift getiteld: "Trade Unionists and the World: European and Latin American Labour and the Creation and  Maintenance of International Trade-Union Organisations, 1949 – 1969", in 2008 bekroond met de Labor History Dissertation Prize 2008. Haar thesis werd in 2010 uitgegeven door de Zwitserse wetenschappelijke uitgeverij Peter Lang.
Van 2008 tot 2015 bleef ze als postdoctoraal onderzoeker aan de VUB verbonden waar ze zich specialiseerde in  onderzoek naar atypische vormen van werk, naar arbeid die gecontesteerd en gestigmatiseerd is. Dit mondde uit in haar onderzoeksdomein van prostitutie in heden en verleden, onder meer gebaseerd op eerder onderzoek van de Volkenbond en de toenmalige visie op  mensenhandel, prostitutie en kinderarbeid en slavernij. In 2013 kon ze met een Intercommunautair Postdoctoraal Mandaat van de Francqui-Stichting onderzoek uitvoeren aan de Université libre de Bruxelles en was ze eveneens een semester gastdocent aan de Universiteit Gent ter vervanging van Bruno De Wever.
Sinds 2015 is ze docent aan de KU Leuven waar ze deel uitmaakt van de onderzoeksgroep Moderniteit en Samenleving 1800-2000. Haar interesse blijft in de geschiedenis van fenomenen in de marge van de samenleving, met subalternity aangeduid en "een van de weinige wetenschappelijke tradities die niet uit het westen stammen". In die lijn bestudeert ze ook transgenders en mondelinge geschiedenis.
Magaly Rodriguez Garcia verwierf media-aandacht door haar deelname aan De Slimste Mens ter Wereld in de herfst van 2017. Haar objectieven, van aandacht voor haar onderzoeksdomein te verkrijgen en bij te dragen aan een hogere aanwezigheid van vrouwelijke en allochtone onderzoekers in de media werden ruimschoots gehaald.
Rodriguez Garcia is gehuwd, moeder van een zoon en woont in Molenbeek.